# Европско првенство у атлетици у дворани 1973 — 800 метара за жене
Такмичење у  трци на 800 метара у женској конкуренцији на 4. Европском првенству у атлетици у дворани 1973. одржано је 10. и 11. марта 1973. године у Арени Ахој у  Ротердаму, Холандија.
Титулу освојену у Греноблу 1972. није бранила Гунхилд Хофмајстер из Западне Немачке.

## Земље учеснице
Учествовало је 11 атлетичарки из 8 земаља.
1. Бугарска (2)
2. Западна Немачка (1)
3. Источна Немачка (2)
4. Италија (1)
5. Пољска  (1)
6. Уједињено Краљевство (1)
7. Француска (1)
8. Холандија (2)

## Рекорди
Извор:
| Рекорди пре почетка Европског првенства у дворани 1973.     | Рекорди пре почетка Европског првенства у дворани 1973. | Рекорди пре почетка Европског првенства у дворани 1973. | Рекорди пре почетка Европског првенства у дворани 1973. | Рекорди пре почетка Европског првенства у дворани 1973. | Рекорди пре почетка Европског првенства у дворани 1973. |
| ----------------------------------------------------------- | ------------------------------------------------------- | ------------------------------------------------------- | ------------------------------------------------------- | ------------------------------------------------------- | ------------------------------------------------------- |
| Светски рекорд                                              | Светла Златева                                          | Бугарска                                                | 2:02,9                                                  | Софија, Бугарска                                        | 25. фебруар 1973.                                       |
| Европски рекорд                                             | Светла Златева                                          | Бугарска                                                | 2:02,9                                                  | Софија, Бугарска                                        | 25. фебруар 1973.                                       |
| Рекорди европских првенстава                                | Иљана Силаи                                             | Румунија                                                | 2:06,0                                                  | Софија Бугарска                                         | 14. март 1971                                           |
| Рекорди после завршеног Европског првенства у дворани 1973. |                                                         |                                                         |                                                         |                                                         |                                                         |
| Светски рекорд                                              | Стефка Јорданова                                        | Бугарска                                                | 2:02,65                                                 | Ротердам, Холандија                                     | 11. март 1973.                                          |
| Европски рекорд                                             | Стефка Јорданова                                        | Бугарска                                                | 2:02,65                                                 | Ротердам, Холандија                                     | 11. март 1973.                                          |
| Рекорди европских првенстава                                | Стефка Јорданова                                        | Бугарска                                                | 2:02,65                                                 | Ротердам, Холандија                                     | 11. март 1973.                                          |

## Сатница
| Датум          | Време | Ниво          |
| -------------- | ----- | ------------- |
| 10. март 1973. |       | Квалификације |
| 11. март 1973. |       | Финале        |

## Освајачи медаља
|                           |                           |                            |
| Стефка Јорданова Бугарска | Елфи Рост Источна Немачка | Елжбјета Сковроњска Пољска |

## Резултати

### Квалификације
Такмичарке су биле подељене у две полуфиналне групе. За финале су се пласирала по 3 првопласирана из обе групе (КВ).
| Место | Група | Атлетичар           | Земља                | Резултат | Белешка |
| ----- | ----- | ------------------- | -------------------- | -------- | ------- |
| 1.    | 1     | Светла Колева       | Бугарска             | 2:07,05  | КВ      |
| 2.    | 2     | Марита Полиц        | Источна Немачка      | 2:07,10  | КВ      |
| 3.    | 1     | Елжбјета Сковроњска | Пољска               | 2:07,30  | КВ      |
| 4.    | 2     | Стефка Јорданова    | Бугарска             | 2:07,42  | КВ      |
| 5.    | 2     | Колет Бесон         | Францускаа           | 2:07,46  | КВ, ЛРС |
| 6.    | 1     | Елфи Рост           | Источна Немачка      | 2:07,56  | КВ      |
| 7.    | 2     | Анеке де Ланге      | Холандија            | 2:07,96  | ЛР      |
| 8.    | 2     | Розмери Стирлинг    | Уједињено Краљевство | 2:08,14  | ЛРС     |
| 9.    | 2     | Јоке ван Гервен     | Холандија            | 2:09,20  | ЛР      |
| 10.   | 1     | Бригите Краус       | Западна Немачка      | 2:09,90  | ЛРС     |
| 11.   | 1     | Зина Бониоло        | Италија              | 2:10,55  | ЛР      |

### Финале
| Пласман | Атлетичар           | Земља           | Резултат | Белешка        |
| ------- | ------------------- | --------------- | -------- | -------------- |
|         | Стефка Јорданова    | Бугарска        | 2:02,65  | СРд, ЕРд, РЕПд |
|         | Елфи Рост           | Источна Немачка | 2:02,83  | ЛР             |
|         | Елжбјета Сковроњска | Пољска          | 2:02,90  | ЛР             |
| 4.      | Светла Колева       | Бугарска        | 2:03,59  | ЛРС            |
| 5.      | Марита Полиц        | Источна Немачка | 2:06,40  | ЛР             |
| 6.      | Колет Бесон         | Францускаа      | 2:08,61  |                |

## Укупни биланс медаља у трци на 800 метара за жене после 4. Европског првенства у дворани 1970—1973.
|    | Земља                |   |   |   |    |
| -- | -------------------- | - | - | - | -- |
| 1. | Источна Немачка      | 1 | 1 | 0 | 2  |
| 2. | Бугарска             | 1 | 0 | 1 | 2  |
| 3. | Аустрија             | 1 | 0 | 0 | 1  |
| 3. | Западна Немачка      | 1 | 0 | 0 | 1  |
| 5. | Румунија             | 0 | 2 | 0 | 2  |
| 6. | Совјетски Савез      | 0 | 1 | 0 | 1  |
| 7, | Пољска               | 0 | 0 | 2 | 2  |
| 8. | Уједињено Краљевство | 0 | 0 | 1 | 1  |
|    | Укупно {7}           | 4 | 4 | 4 | 12 |

|    | Атлетичар   | Земља    |   |   |   |   |
| -- | ----------- | -------- | - | - | - | - |
| 1. | Иљана Силаи | Румунија | 0 | 2 | 0 | 2 |